# 1946年逝世人物列表
1946年逝世人物列表：1月 - 2月 - 3月 - 4月 - 5月 - 6月 - 7月 - 8月 - 9月 - 10月 - 11月 - 12月
下面是1946年逝世的知名人士列表。

## 1月

### 1日
- 喬治娜·斯威特，澳大利亞動物學家和女權活動家

### 2日
- 法比揚·阿布蘭托維奇，蘇聯公民，宗教領袖
- 喬·達林，澳大利亞板球運動員
- 埃莉諾·拉斯伯恩（Eleanor Rathbone），英國政治家，長期爭取家庭津貼和婦女權利的活動家

### 3日
- 威廉·乔伊斯，愛爾蘭出生的美國二戰納粹宣傳廣播員，被稱為「虎豹勳爵」（被處決）

### 4日
- 喬治·伍爾夫，加拿大騎師
- 弗里德里希·馮·博德爾施溫（Friedrich von Bodelschwingh），德國牧師、神學家和公共衛生宣導者

### 5日
- 凱蒂·切瑟姆，美國歌手
- Einar af Wirsén，瑞典陸軍軍官、外交官和作家
- 斯利姆·薩默維爾，美國電影演員和導演

### 6日
- 迪翁·福春，英國作家[1]
- 格奥尔格，薩克森-邁寧根王室。
- 斯利姆·薩默維爾，美國演員
- 費倫茨·薩拉西，匈牙利軍官、政治家和法西斯箭十字黨領導人

### 8日
- 哈羅德·科爾（Harold Cole），小罪犯，英國士兵，派特·奧利里（Pat O'Leary）逃生線的特工，納粹德國的特工
- 湯瑪斯·巴伯，美國爬蟲學家
- 蓋伊·卡爾頓，美國陸軍職業軍官

### 9日
- 康提·库伦，美國詩人
- 內維爾·麥克雷迪，英國陸軍上將、警察局長

### 10日
- 拉斯洛·巴爾多西，匈牙利外交官、政治家和匈牙利第33任總理（被處決）
- 馬蒂·圖爾基亞，芬蘭政治家
- 哈裡·馮·蒂爾澤，美國詞曲作者

### 13日
- 威廉·蘇雄，德國海軍上將

### 14日
- 西奧多·斯圖爾特（Theodore M. Stuart），美式橄欖球運動員和教練
- Maurice Koechlin，來自Koechlin家族的法裔瑞士結構工程師。

### 15日
- 卡爾·納伯斯貝格，德國青年領袖

### 18日
- 威廉·馮·布林肯，第一次世界大戰期間的德國外交官和間諜

### 21日
- 哈裡·貝特曼，英裔美國數學家
- 关向应，中国政治家

### 23日
- 馬泰奧·巴托利，義大利語言學家

### 25日
- 奧里沙圖克·法杜瑪，美國傳教士

### 29日
- 鳩山秀夫，日本法學家
- 哈里·霍普金斯，美國政治家
- 阿德里安·范馬嫩，荷蘭出生的美國天文學家

### 31日
- 彼得羅·博埃托，義大利羅馬天主教紅衣主教和傑出人物
- 路易士·奧爾加茲·約爾迪，西班牙將軍

## 2月

### 2日
- 朗多·哈頓，美國演員

### 5日
- 喬治·亞利斯，英國演員

### 6日
- 烏彭德拉納·布拉馬查里，印度科學家
- 奧斯瓦爾德·卡巴斯塔，奧地利指揮家（自殺）

### 8日
- 费利克斯·霍夫曼，德國化學家
- 邁爾斯·曼德，英國演員

### 11日
- 盧多維奇-奧斯卡·弗羅薩，法國社會主義者、共產主義政治家

### 12日
- 喬治·杜馬斯，法國醫生、心理學家

### 15日
- 馬利克·布沙蒂，阿爾巴尼亞合作者，阿爾巴尼亞第18任總理
- 科内利厄斯·约翰逊，美國田徑運動員

### 17日
- 多蘿西·吉布森，美國女演員
- 本傑明一世，君士坦丁堡普世牧首

### 19日
- 拉斐爾·埃裡希，芬蘭政治家、教授、外交官和芬蘭第六任總理
- 艾哈邁德·哈桑寧，埃及朝臣、外交官、政治家和探險家

### 21日
- 西奧多·斯塔克·威爾金森，美國海軍上將

### 23日
- 山下奉文，日本將軍（被處決）

### 24日
- 阿爾弗雷德·亨克，德國政治家
- 瑪麗安·斯波爾·布希，美國牙醫、畫家，歐文·T·布希

### 25日
- 勒內·勒格雷夫斯，法國自行車手

### 27日
- 詹姆斯·塞西尔·帕克，愛爾蘭橄欖球運動員、網球運動員和高爾夫球手

### 28日
- 貝拉·伊姆雷迪，匈牙利經濟學家、政治家和匈牙利第32任總理（被處決）
- 朱塞佩·萨尔瓦戈·拉吉，義大利外交官

## 3月

### 2日
- 約翰·惠特爾，澳大利亞維多利亞十字勳章獲得者
- 洛根·皮爾索爾·史密斯，美國出生的英國散文家和評論家

### 3日
- 維克多·阿克斯曼，南斯拉夫建築師

### 4日
- 布羅爾·馮·布利森-菲內克，瑞典大型獵人
- 阿爾巴尼亞殉道者，天主教徒（被處決）
  - 馬克·庫尼，神學院學生
  - 丹尼爾·達賈尼，耶穌會神父
  - 喬瓦尼·福斯蒂，義大利耶穌會神父
  - 吉洛什·盧拉希
  - 凱里姆·薩迪庫
  - Kolë Shllaku，修道士

### 6日
- 安東尼奧·卡索·安德拉德，墨西哥哲學家

### 8日
- 弗雷德里克·蘭徹斯特，英國博學家和工程師

### 9日
- 阿道夫·費拉塔，義大利病理學家、血液學家

### 12日
- 費倫茨·薩拉西，匈牙利軍官、法西斯政治家和匈牙利第37任總理（被處決）
- 列奧尼達·托內利，義大利數學家

### 13日
- 維爾納·馮·布隆伯格，德國陸軍元帥

### 14日
- 休伯特·斯蒂芬斯，美國律師和政治家

### 16日
- 何塞·胡利奧·達·科斯塔，葡萄牙活動家
- 阿拉迪亞汗，印度歌手

### 17日
- 約瑟夫·德·佩斯基杜，法國作家

### 19日
- 奧古斯托·尼古拉斯·馬丁內斯，厄瓜多農學家、經濟學家、地質學家、研究員、教育家和登山家

### 20日
- 弗雷德里克·史密斯，美國宗教領袖和作家[2]
- 亨利·亨德爾·理查森，澳大利亞作家

### 21日
- 霍華德·維克里，美國海軍軍官

### 22日
- 克萊門斯·奧古斯特·格拉夫·馮·蓋倫，德國天主教紅衣主教，明斯特主教
- 大衛·布雷納德（David L. Brainard），美國陸軍職業軍官和北極探險家

### 23日
- 弗朗西斯科·拉戈·卡瓦列羅，西班牙政治家、工會會員和西班牙第66任首相
- 吉爾伯特·路易斯，美國化學家

### 24日
- 亚历山大·亚历山德罗维奇·阿廖欣，俄罗斯象棋运动员
- 卡尔·舒曼，德國運動員
- 巴布·蒂爾貝，羅馬尼亞第30任總理

### 26日
- 埃塞奎爾·費爾南德斯，巴拿馬代理總統

### 29日
- 拉斯洛·巴基，匈牙利納粹領導人（被處決）
- 拉斯洛·恩德雷，匈牙利政治家（被處決）

### 31日
- 第六代戈特子爵約翰·維里克，英國陸軍元帥

## 4月

### 1日
- 諾亞·比里，美國演員
- 愛德華·謝爾頓，美國劇作家

### 2日
- 凱特·布魯斯，美國無聲銀幕女演員

### 3日
- 阿爾夫·普蘭，英國足球運動員
- 本間雅晴，日本將軍（被處決）

### 4日
- 漢斯·博特曼，切烏姆諾滅絕營的最後一位指揮官

### 5日
- 揚·博伊什努，羅馬尼亞將軍
- 文森特·尤曼斯，美國作曲家

### 6日
- 雷鳥酋長，美洲原住民演員[3]
- 詹姆斯·楊·迪爾，美國原住民電影製片人

### 7日
- 伯德莫纳特·高罕·伯鲁阿，印度小說家、詩人和戲劇家

### 8日
- 黑茶山空難罹難人員：
  - 叶挺，中国共产党军人
  - 王若飞，中国政治家
  - 秦邦宪，中国政治家
  - 邓发，中国政治家
  - 李少华，中国共产党军人
  - 彭踊左，中国共产党军人
  - 魏万吉，中国共产党军人
  - 赵登俊，中国共产党军人
  - 黄齐生，教育家
  - 兰奇上尉，美军机组成员[4]
  - 瓦伊斯上士，美军机组成员
  - 迈欧上士，美军机组成员
  - 马尔上士，美军机组成员
  - 黄晓庄，青年音乐家[5]
- 族長尤洛吉烏斯

### 11日
- 安多爾·雅羅斯，匈牙利族政治家（被處決）
- Dem. Theodorescu，羅馬尼亞記者、幽默家和評論家

### 12日
- 瑪麗安·辛德拉姆-科希恰烏科夫斯基，波蘭政治家、共濟會成員和軍官

### 13日
- 威廉·亨利·貝爾，出生於英國的南非作曲家、指揮家和講師[6]
- 歐內斯特·布朗，愛爾蘭網球運動員

### 14日
- 奧托·道林，美國海軍上尉，美屬薩摩亞第25任總督

### 15日
- 布拉干薩的阿德根迪絲，吉馬拉斯女公爵
- CWA斯科特，英國飛行員

### 17日
- 圭多·卡爾扎，義大利考古學家
- 胡安·鲍蒂斯塔·萨卡萨，尼加拉瓜第20任總統
- 艾格尼絲·溫里希（Agnes Weinrich），美國視覺藝術家
- V. S. Srinivasa Sastri，印度政治家、行政人員、教育家、演說家和印度獨立活動家

### 19日
- 哈羅德·斯泰爾斯，英國外科醫生

### 20日
- 梅·布希，美國女演員

### 21日
- 约翰·梅纳德·凯恩斯，英国经济学家

### 22日
- 萊昂內爾·阿特威爾，英國演員
- 哈伦·菲斯克·斯通，美國首席大法官

### 23日
- T. Tileston Wells，美國律師和羅馬尼亞總領事
- 夏丏尊，文學家，在上海病逝[7]:8040

### 26日
- 詹姆斯·拉金·懷特，美國牛仔、鳥糞礦工、公園護林員和卡爾斯巴德洞穴的發現者
- 安特羅·斯文松（Antero Svensson），芬蘭少將，耶格爾運動成員，曼納海姆十字勳章獲得者

### 27日
- 喬治·懷特（George E. White），美國公理會傳教士和亞美尼亞種族滅絕的見證人
- 弗朗茨·安東·巴什（Franz Anton Basch），Shwovish 納粹政治家

### 28日
- 羅伯特·巴特利特，美國探險家和航海家
- Louis Bachelier，法國數學家

### 30日
- 薩瓦·阿塔納西烏，羅馬尼亞地質學家、古生物學家

## 5月

### 1日
- 比尔·约翰斯顿，美國網球冠軍
- 伊斯拉菲爾·馬馬多夫，蘇聯二戰女英雄

### 3日
- 查理斯·丹尼爾·文森特，法語教師和政治家

### 9日
- 萊昂·吉列，法國冶金學家
- 康妮·吉爾克裡斯特，奧克尼伯爵夫人，英國兒童藝術家的模特、女演員、舞蹈家和歌手

### 10日
- 埃米爾·德·卡蒂埃·德·瑪律基安，比利時外交官

### 11日
- 佩德羅·恩里克斯·烏雷尼亞，多明尼加散文家、哲學家、人文主義者和語言學家

### 13日
- 阿列克謝·尼古拉耶維奇·巴赫，蘇聯生物化學家、革命領袖

### 16日
- 布魯諾·特施，德國化學家，納粹戰犯（被處決）
- 卡爾·溫巴赫，德國經理，戰犯（被處決）
- 卡爾·埃伯哈德·舍恩加斯，納粹黨衛軍軍官和戰犯

### 17日
- 小威廉·傑斐遜·布萊斯，美國推銷員，比爾·克林頓的生父

### 19日
- 弗朗切斯科·卡梅羅·美第奇，義大利外交官
- 安赫爾·奧索里奧·加拉多，西班牙律師、政治家
- 布斯·塔金頓，美國小說家
- John K. Tener，愛爾蘭出生的美國政治家、美國職業棒球大聯盟球員和高管

### 20日
- 雅各·埃勒哈默爾，丹麥發明家
- 恩里科·加斯帕里，義大利羅馬天主教紅衣主教，大主教

### 22日
- 卡爾·赫曼·法蘭克，德國納粹官員，戰犯（被處決）

### 25日
- 歐內斯特·裡斯，威爾士裔英國作家

### 26日
- 弗里德里希，瓦爾德克和皮爾蒙特親王
- 約瑟夫，奧地利魔術師

- 克雷爾·克羅伊薩，法國女高音
- 亨利·豪瑟，法國歷史學家、地理學家和經濟學家
- 弗朗西斯·萊西，英國板球運動員、板球管理員和大律師

### 27日
- 克雷爾·克羅伊薩，法國女高音
- 亨利·豪瑟，法國歷史學家、地理學家和經濟學家

### 28日
- 克勞斯·席林，德國醫學研究員和戰犯（被處決）
- 奧托·莫爾，納粹大屠殺犯和戰犯
- 威廉·魯珀特（Wilhelm Ruppert），SS-TV Obersturmbannführer，負責達豪集中營的處決
- 卡特·格拉斯，美國報紙出版商和政治家

### 29日
- 卡格納喬·迪·聖彼德羅，義大利畫家
- 馬丁·戈特弗裡德·魏斯（Martin Gottfried Weiss），達豪集中營指揮官和納粹戰犯

### 30日
- 馬塞拉·阿貢西洛，菲律賓人，縫製了第一面菲律賓國旗
- 路易斯·斯洛廷，加拿大物理學家、化學家

### 31日
- 皮科格魯·奧斯曼，土耳其 kemenche 球員

## 6月

### 1日
- 扬·安东内斯库，羅馬尼亞士兵、政治家、羅馬尼亞第43任總理和羅馬尼亞獨裁者（被處決）
- 利奧·斯萊紮克，德國男高音
- 米哈伊·安東內斯庫，羅馬尼亞政治家和戰犯

### 3日
- 米哈伊尔·加里宁，第一任蘇聯國家元首/總統

### 4日
- 桑多爾·西蒙尼-塞馬達姆，匈牙利政治家，匈牙利第26任總理

### 5日
- 莫德·沃森，英國網球運動員，第一位溫布爾登女子冠軍

### 6日
- 伊西德羅·安切塔，菲律賓畫家
- 格哈特·霍普特曼，德國作家，諾貝爾獎獲得者

### 9日
- 拉玛八世，泰国国王

### 10日
- 杰克·约翰逊，美國拳擊手
- Carruthers Beattie，開普敦大學第一任校長兼副校長

### 11日
- 胡安妮塔·佈雷肯裡奇·貝茨，美國部長
- 弗蘭克·斯威特納姆（Frank Swettenham），英國殖民地行政長官和馬來聯邦第一任常駐將軍

### 12日
- 寺内寿一，日本帝國陸軍元帥
- 約翰·班克黑德二世，美國政治家

### 13日
- 查理斯·巴特沃斯，美國演員

### 14日
- 豪尔赫·乌维科，瓜地馬拉陸軍上將，瓜地馬拉第21任總統
- 约翰·罗杰·贝尔德，英國電視先驅
- 愛德華·鮑斯，美國電臺名人

### 15日
- 若昂·巴蒂斯塔·貝克爾，出生於德國的巴西羅馬天主教主教，大主教
- 喬維塔·伊達爾，墨西哥裔美國記者和政治活動家[8]

### 16日
- 路德維希·溫德，奧地利-捷克德語作家、記者和文學評論家

### 18日
- Eugen Hirschfield，澳大利亞從業者

### 19日
- 西奧多·伍爾夫，德國物理學家、耶穌會神父

### 20日
- 婉容，遜清皇室小朝廷和大滿洲帝國皇后。

### 21日
- 罗炳辉，中国军人

### 23日
- 威廉·哈特，美國舞台演員、無聲電影西部明星、電影導演和作家
- 查尔斯·欧曼，英国军事史学家

### 24日
- 瑪麗安·伯納西亞克，波蘭二戰女英雄

### 27日
- 胡安·安東尼奧·里奧斯，智利政治人物，智利第24任總統和二戰領導人
- 旺達加格，美國藝術家、作家、翻譯家和插畫家

### 28日
- 安托瓦內特·佩里，美國女演員、導演

### 29日
- 米羅斯拉夫·菲利波維奇，波士尼亞-克羅埃西亞方濟各會修道士和烏斯塔什軍事牧師戰犯

### 30日
- 耶利卡·貝洛維奇-貝爾納齊科夫斯卡，南斯拉夫記者、作家和記者

## 7月

### 1日
- 奧古斯丁·約瑟夫·恰爾托雷斯基，波蘭貴族

### 2日
- 瑪麗·奧爾登，美國舞臺和銀幕女演員
- 阿爾伯特·塞切哈耶，瑞士語言學家

### 3日
- 愛德華多·比安奇，義大利企業家、發明家

### 4日
- 珍妮-旺達·巴克曼，斯圖特霍夫集中營的德國納粹監督者（被處決）
- 伊莉莎白·貝克爾，德國納粹在斯圖特霍夫集中營的監督者（被處決）
- 旺達·克拉夫，斯圖特霍夫集中營的德國納粹監督者（被處決）
- 埃瓦·帕拉迪斯，斯圖特霍夫集中營的德國納粹監督者（被處決）
- 格爾達·斯坦霍夫，德國納粹在斯圖特霍夫集中營的監督者（被處決）
- 奥塞尼奥·艾贝尔，奧地利古生物學家和進化生物學家

### 7日
- 費德里科·拉雷多·布魯，古巴第8任總統

### 8日
- 奧里克·葛籣迪·約翰斯，美國作家
- 蘿拉，特魯布裡奇，英國小說家和禮儀作家

### 11日
- 西德尼·希爾曼，美國勞工領袖

### 12日
- 雷·斯坦納德·貝克，美國記者、作家
- 特蕾莎·雅尼娜·基羅欽斯卡，波蘭加爾默羅修女和受人尊敬的修女
- 李公樸，中国民主同盟中央执委，遇刺

### 13日
- 阿爾弗雷德·斯蒂格利茨，美國攝影師

### 15日
- 闻一多，中国作家，遇刺
- 本傑明·阿爾皮納，美國商人和政治家

### 16日
- 拉斐爾·康弗倫蒂，義大利工程師、飛機設計師

### 17日
- 康索拉塔·貝特羅內，義大利方濟各會神秘主義者和上帝的僕人
- 弗洛倫斯·富勒，南非出生的澳大利亞藝術家
- 科斯塔·穆希茨基，南斯拉夫將軍
- 坎貝爾·泰特，海軍上將兼南羅得西亞總督

### 18日
- 埃哈德·施密特，德國海軍上將
- 阿方斯·特拉茨基，阿爾巴尼亞牧師（被處決）
- 威爾弗雷德·巴克蘭，美國藝術總監

### 19日
- 喬治·麥肯齊·布朗，加拿大出生的英國出版商

### 20日
- 河瀨四郎，日本海軍上將

### 21日
- 謝夫凱特·韋爾拉奇，阿爾巴尼亞政治家，阿爾巴尼亞第12任總理
- 瓜爾韋托·比利亞羅埃爾，玻利維亞第39任總統（私刑）
- 亞瑟·格雷澤，德國將軍

### 22日
- 愛德華·斯珀林，俄裔美國猶太作家，猶太復國主義者（被暗殺）

### 23日
- 詹姆斯·麥克斯頓，英國和平主義者、政治家和獨立工黨領袖

### 25日
- 陶行知（原名陶文浚），中國教育家，腦溢血
- 哈裡·大衛斯，加拿大黑幫老大

### 26日
- 亞歷山大·維登斯基，蘇聯東正教宗教領袖和祝福

### 27日
- 弗朗茨·安東·巴斯奇，德國政治家
- 格特鲁德·斯泰因，美國作家

### 28日
- 聖安娜·穆塔圖帕達圖，印度敘利亞-馬拉巴爾天主教和東方天主教修女和聖人
- 艾米麗·索恩·范德比爾特，美國慈善家，范德比爾特家族成員

### 31日
- 所羅門·迪亞斯·班達拉奈克，錫蘭政治家，錫蘭總督
- 凱薩琳·瑪麗·克拉特巴克（Katherine Mary Clutterbuck），澳大利亞聖公會修女，照顧孤兒

## 8月

### 1日
- 安德烈·安德烈耶维奇·弗拉索夫，蘇聯將軍，俄羅斯解放軍司令（被處決）
- 謝爾蓋·布尼亞琴科，蘇聯紅軍叛逃者
- 費奧多爾·特魯欣，蘇聯少將，二戰期間的叛逃者

### 2日
- 卡爾，德國王子

### 5日
- 奧托·弗蘭克，德國漢學家
- 威廉·马克思，德國律師、政治家和德國第17任總理

### 6日
- 布蘭奇·賓利，英國網球冠軍
- 湯尼·拉澤里，美國棒球運動員（紐約洋基隊），美國職業棒球大聯盟名人堂成員

### 8日
- 瑪麗亞·巴里恩托斯，西班牙歌劇歌手
- Vulcana，威爾士女強人

### 9日
- 伯特·沃格勒，南非板球運動員

### 10日
- 萊昂·高蒙，法國電影先驅

### 11日
- 朱塞佩·皮耶特裡，義大利作曲家

### 12日
- 伊納阿圖拉汗，阿富汗國王
- 阿爾弗雷德·斯托克，德國化學家[9]
- 埃貢·佈雷切爾，出生於奧匈帝國的演員和導演

### 13日
- 赫伯特·乔治·威尔斯，英国科幻小说作家
- 埃米爾·貝利亞，法國政治家

### 14日
- 羅伯特·海因里希·瓦格納，納粹黨官員和政治家

### 16日
- 伏見宮博恭王

### 17日
- 查寧·波洛克，美國劇作家

### 19日
- 儒勒-阿爾伯特·德·迪翁，法國汽車先驅

### 20日
- 拉格斯·拉格蘭，美國喜劇演員、演員
- Vojtech Tuka，斯洛伐克政治家和二戰戰犯
- 菲尔丁·约斯特，美國大學橄欖球運動員、教練和田徑管理員

### 22日
- 斯托堯伊·德邁，匈牙利第35任總理

### 23日
- 富爾科·魯佛·迪·卡拉布里亞，瓜爾迪亞隆巴爾迪公爵

### 24日
- 詹姆斯·克拉克·麦克雷诺兹，美國法學家

### 26日
- 珍妮·麥克弗森，美國女演員

### 28日
- 喬治·卡凡塔里斯，希臘總理
- 魯道夫·蘭巴特，第十代卡文伯爵，英國陸軍元帥
- 弗洛倫斯·特納，美國女演員

### 29日
- 約翰·斯圖爾特·庫里，美國畫家

## 9月

### 2日
- 喬治·羅布森，美國賽車手

### 3日
- 保羅·林克，德國作曲家

### 4日
- 白瀨矗，日本陸軍軍官和南極探險家

### 10日
- 奧利維爾·哈拉西，匈牙利水球運動員和自由泳運動員（被蘇聯士兵殺害）

### 11日
- 弗朗切斯科·博尼法西奧，義大利羅馬天主教神父和祝福（在行動中陣亡）

### 13日
- 威廉·瓦特，澳大利亞政治家，維多利亞州州長
- 阿蒙·哥特，奧地利納粹軍官和戰犯
- 保羅·伍特史密斯，二戰期間美國陸軍航空隊上將

### 16日
- 亨利·古羅，法國將軍
- 詹姆斯·霍普伍德·瓊斯，英國物理學家、天文學家和數學家
- 瑪米·史密斯，美國歌手
- Louis Bonnier，法國建築師

### 18日
- 哈桑·蘇拉瓦迪，孟加拉外科醫生、英屬印度陸軍軍官、政治家和公職人員

### 24日
- 古斯塔夫·格洛博奇尼克·埃德勒·馮·沃伊卡，奧匈帝國貴族和陸軍元帥

### 25日
- 海因里希·喬治，德國演員

### 28日
- 希瓦吉七世，科爾哈布爾大君

### 29日
- 雷姆，法國演員

### 30日
- 酒井隆，日本將軍（被處決）

## 10月

### 1日
- 川淵洽馬，日本政治家
- 露西·惠洛克，美國幼兒教育先驅

### 2日
- 伊格納西·莫希基，波蘭化學家、政治家和波蘭第四任總統

### 4日
- 巴尼·奧德菲爾德，美國賽車手、汽車先驅

### 5日
- 伊斯特萬·貝特倫，匈牙利貴族、政治家和匈牙利第28任總理
- 阿爾貝托·馬維利，羅馬天主教行動的義大利成員，並受到祝福

### 6日
- 佩爾·阿爾賓·漢森，瑞典政治家，瑞典第23任首相
- 約瑟夫·法蘭西斯·薩托里，美國銀行家

### 8日
- 奧古斯丁·帕拉多·加西亞，西班牙羅馬天主教紅衣主教

### 10日
- 維托裡奧·埃馬努埃萊親王，都靈伯爵，維克多·伊曼紐爾二世國王的孫子，薩伏依家族成員

### 12日
- 约瑟夫·史迪威，美國二戰將軍

### 15日
- 赫尔曼·戈林，德国國會議長，空軍總司令，自杀

### 16日
- 纽伦堡审判死刑执行
  - 漢斯·法郎克，德國納粹波蘭總督
  - 威廉·弗里克，德國納粹內政部長
  - 阿爾弗雷德·約德爾，德國將軍，二戰德國武裝部隊總司令
  - 恩斯特·卡爾滕布倫納，德國納粹警察局長
  - 威廉·凱特爾，德國陸軍元帥
  - 约阿希姆·冯·里宾特洛甫，德國納粹外交部長
  - 阿爾弗雷德·羅森堡，德國納粹思想家
  - 弗里茨·绍克尔，德國納粹全權代表
  - 阿圖爾·賽斯-英夸特，奧地利納粹領袖
  - 尤利乌斯·施特莱彻，德國納粹宣傳出版商
- 格兰维尔·班托克，英國作曲家

### 17日
- Russell R. Waesche，美國海岸警衛隊海軍上將
- 弗雷德里克·布瓦松納斯，瑞士攝影師

### 18日
- 威廉·斯特雷耶，美國律師和政治家

### 20日
- 伊戈爾·傑米多夫，蘇聯政治家
- 卡爾-古斯塔夫·索伯茨威格（Karl-Gustav Sauberzweig），納粹陸軍上校（上校），二戰期間轉入武裝黨衛軍

### 23日
- 弗朗切斯科·卡蘭迪尼，義大利詩人
- 歐內斯特·湯普森·塞頓（Ernest Thompson Seton），加拿大裔美國作家、野生動物藝術家、木工印第安人的創始人

### 24日
- 庫爾特·達呂格，德國納粹軍官、黨衛軍將軍和員警，戰犯（被處決）

### 25日
- 魯道夫·瓦爾登，芬蘭實業家和軍事領袖

### 26日
- 揚尼斯·拉利斯，軸心國佔領希臘期間的希臘總理
- 朱爾斯·布魯拉圖爾，美國電影製片人

### 27日
- 內森·弗朗西斯·莫塞爾，非裔美國醫生

## 11月

### 2日
- 約翰·巴雷特，英國神職人員、羅馬天主教主教和牧師

### 4日
- 吕迪格·冯·德·戈尔茨，德國將軍
- 谢苗·贝奇科夫，二戰期間的蘇聯軍事飛行員
- Ferenc Szombathelyi，匈牙利軍官

### 5日
- 約瑟夫·斯特拉，義大利裔美國畫家

### 6日
- 瑪麗亞·因諾琴蒂婭·胡梅爾，德國方濟各會修女和祝福

### 7日
- 亨利·萊爾曼，美國演員

### 10日
- 弗雷斯蒂埃·巴爾達薩雷，義大利移民美國

### 11日
- 尼古拉·伯登科，蘇聯外科醫生，蘇聯神經外科創始人

### 12日
- 卡米洛·卡西亞·多明尼奧尼，義大利羅馬天主教紅衣主教，傑出人物

### 14日
- 曼努埃尔·德·法雅，西班牙作曲家

### 18日
- 唐納德·米克，英國演員
- 吉米·沃克（Jimmy Walker），紐約市前市長
- 文森塔斯·博里塞維奇烏斯，立陶宛羅馬天主教泰爾希艾教區主教

### 23日
- 萊昂·斯皮利亞特，比利時象徵主義畫家和圖形藝術家

### 24日
- 拉斯洛·莫霍利-納吉，匈牙利畫家、攝影師
- 撒母耳·沃爾德，澳大利亞商人和政治家

### 25日
- 喬治·甘迪，美國企業家

### 26日
- 蘇丹娜·拉喬·彼得羅娃，保加利亞回憶錄作家

### 28日
- 瑪麗亞·伊莎貝拉·維烏卡-科瓦爾斯卡，波蘭羅馬天主教宗教領袖、聖人

### 30日
- 古斯塔夫·諾斯克，德國政治家

## 12月

### 5日
- 路易士·德維斯，比利時後印象派畫家

### 6日
- 查理斯·斯圖爾特，加拿大政治家，阿爾伯塔省省長
- Elma Yerburgh，Thwaites 家族成員，Thwaites 啤酒廠的擁有者
- 查理斯·斯坦頓，英國政治家
- 馬克西米利安·斯坦伯格，美國作曲家

### 7日
- 勞雷特·泰勒，美國女演員
- 川上貞奴，日本舞臺女演員

### 9日
- 莫裡斯·迪奧，法國實業家，克利斯蒂安·迪奧之父

### 10日
- 華特·強森，美國棒球運動員（華盛頓參議員），美國職業棒球大聯盟名人堂成員
- 達蒙·魯尼恩，美國作家

### 12日
- 本·卡特，美國演員
- 蕾妮·珍妮·法爾科內蒂，法國女演員

### 14日
- 湯姆·道斯，1890年代愛爾蘭職業棒球大聯盟球員
- 伊萬·亞歷山德魯·布勒特斯庫-沃伊內什蒂，羅馬尼亞短篇小說家和政治家

### 16日
- 薩爾曼·莫爾希德，敘利亞宗教領袖、政治人物

### 17日
- 康斯坦斯·加內特，十九世紀俄羅斯文學的英文翻譯家

### 18日
- 摩西·拉塞爾，威爾士國際足球運動員

### 20日
- 原田永之助，日本眼科醫生

### 21日
- 尤金·塔爾馬奇，美國政治家

### 22日
- 皮埃爾·貝納爾，法國記者

### 23日
- 約翰·桑普森，美國婦科醫生
- 佛吉尼亞·沃克（Virginia Walker），美國模特和電影女演員

### 25日
- W.C.菲爾茲，美國演員、喜劇演員
- 亨利·勒·福康尼爾，法國畫家

### 26日
- 法蘭喬·布查爾，南斯拉夫作家

### 27日
- 佩德羅·馬塔·多明格斯，西班牙小說家、劇作家和詩人
- 迪克·康登，澳大利亞足球運動員

### 28日
- 凱莉·雅各斯-邦德，美國歌手、詞曲作者
- 弗朗西斯·薩拉伯特，法國出版商

### 29日
- 約翰·巴賓頓·麥考利·巴克斯特，加拿大政治家，新不倫瑞克省第19任總理
- 喬治·湯瑪斯，二戰期間的德國將軍

### 30日
- 查理斯·韋克菲爾德·卡德曼，美國作曲家

## 日期不詳
- 阿曼達·德利·阿巴蒂，義大利歌劇演唱家
- 羅伯特·沃什伯恩，美國政治家和作家
- 傑克·懷特，愛爾蘭共和主義者和自由主義社會主義者
- Thiounn，法國保護柬埔寨期間高棉貴族的柬埔寨國家官員
- 查理斯·特魯塞爾，英國音樂家
- 弗羅娜·尤尼斯·懷特，美國作家和記者
- Charles W. Stage，美國律師、政治家、職業棒球裁判和田徑運動員
- 潔西嘉·博思威克，英國冒險家、雕塑家和電影製片人
- 查理斯·埃德加·科里亞，斯里蘭卡政治家和自由鬥士